# وليمة الآلهة
وليمة الآلهة هي لوحة زيتية للفنان الإيطالي جوفاني بيليني.اللوحة حالياً ضمن مقتنيات المعرض الوطني للفنون في واشنطن العاصمة.